# Donald William Wuerl
Donald William Wuerl (sinh năm 1940) là một Hồng y người Hoa Kỳ của Giáo hội Công giáo Rôma. Ông hiện đảm nhận Hồng y Đẳng Linh mục Nhà thờ San Pietro in Vincoli và ông cũng từng đảm nhận chức vụ Tổng giám mục đô thành Tổng giáo phận Washington, thủ đô Hoa Kỳ, từ năm 2006 đến năm 2018, Giám quản Tông Tòa Tổng giáo phận Washington (2018-2019).

## Tiểu sử
Hồng y Donald Wuerl sinh tại Pittsburgh, bang Pennsylvania. Sau quá trình tu tập, ngày 17 tháng 12 năm 1966, Phó tế Donald được phong chức linh mục, bởi Giám mục Francis Frederick Reh, Hiệu trưởng Học viện Giáo hoàng Bắc Mỹ.
Ngày 30 tháng 11 năm 1985, Tòa Thánh bổ nhiệm linh mục Donald William Wuerl làm Giám mục Phụ tá Tổng giáo phận Seattle, giám mục Hiệu tòa Rossmarkaeum. Lễ tấn phong cho Tân giám mục được tổ chức vào ngày 6 tháng 1 năm 1986 do Giáo hoàng Gioan Phaolô II chủ phong, phụ phong là Hồng y Agostino Casaroli - Thư kí Tòa Thánh và Hồng y Bernardin Gantin - Tổng trưởng Thánh bộ Giám mục. Ông giữ chức vụ này đến ngày 26 tháng 5 năm 1987 thì từ chức, dù mới 46 tuổi.
Ngày 11 tháng 2 năm 1988, Tòa Thánh bổ nhiệm nguyên giám mục Phụ tá Seattle làm Giám mục chính tòa Giáo phận Pittsburgh và ông đã cử hành các nghi thức nhận giáo phận ngay ngày hôm sau.
Ngày 16 tháng 5 năm 2006, Văn phòng Báo chí Tòa chí Tòa Thánh loan tin Giáo hoàng Biển Đức XVI đã quyết định thuyên chuyển giám mục Donald Wuerl làm Tổng giám mục chính tòa Tổng giáo phận Washington - thủ đô Hoa Kỳ. Ông chính thức nhận ngai tòa, chức vị này ngày 22 tháng 6 cùng năm. Ngày 20 tháng 11 năm 2010, Tổng giám mục Donald được chọn vinh thăng tước Hồng y và được chỉ định Nhà thờ hiệu tòa San Pietro in Vincoli, ông đã đến nhận ngai tòa hồng y tại đây sau đó vào ngày 8 tháng 5 năm 2011. Tân hồng y thuộc đẳng Linh mục.
Ngày 12 tháng 10 năm 2018, Tòa Thánh chấp thuận đơn xin từ nhiệm chức vụ Tổng giám mục đô thành Washington của Hồng y Donald William Wuerl. và bổ nhiệm ông làm Giám quản Tông Tòa Tổng giáo phận Washington từ năm 2018 đến năm 2019.